# Каракали
Каракали (Caracal) е род от подсемейство Мъркащи котки на семейство Коткови. Родовото име е предложено от Джон Едуард Грей през 1843 г., който описва кожа от нос Добра надежда в колекцията на Природонаучния музей в Лондон.

## Таксономия
Филогенетичният анализ разкрива, че каракалът, африканската златна котка (C. aurata) и сервалът (Leptailurus serval) са генетично тясно свързани, образувайки генетична линия, която се отклонява от общия прародител на Коткови преди между 7,91 до 4,14 милиона години. Тази таксономична класификация се използва в Червения списък на IUCN за африканската златна котка.
Исторически Каракали се смята за монотипен род, състоящ се само от типовия вид – каракал (Caracal caracal). Към 2024 г. се приема, че родът включва два вида и пет подвида:
- Каракал (Caracal caracal) (Schreber, 1776)
  - Южен каракал (C. c. caracal) (Schreber, 1776)
  - Северен каракал (C. c. nubicus) (Fischer, 1829)
  - Азиатски каракал (C. c. schmitzi) (Matschie, 1912)
- Африканска златна котка (Caracal aurata) (Temminck, 1823)
  - C. a. aurata (Temminck, 1827)
  - C. a. celidogaster (Temminck, 1827)

## Външни връзки
- В Общомедия има медийни файлове относно Каракали

|  | Тази страница частично или изцяло представлява превод на страницата Caracal (genus) в Уикипедия на английски. Оригиналният текст, както и този превод, са защитени от Лиценза „Криейтив Комънс – Признание – Споделяне на споделеното“, а за съдържание, създадено преди юни 2009 година – от Лиценза за свободна документация на ГНУ. Прегледайте историята на редакциите на оригиналната страница, както и на преводната страница, за да видите списъка на съавторите. ВАЖНО: Този шаблон се отнася единствено до авторските права върху съдържанието на статията. Добавянето му не отменя изискването да се посочват конкретни източници на твърденията, които да бъдат благонадеждни. |